# Platycerus

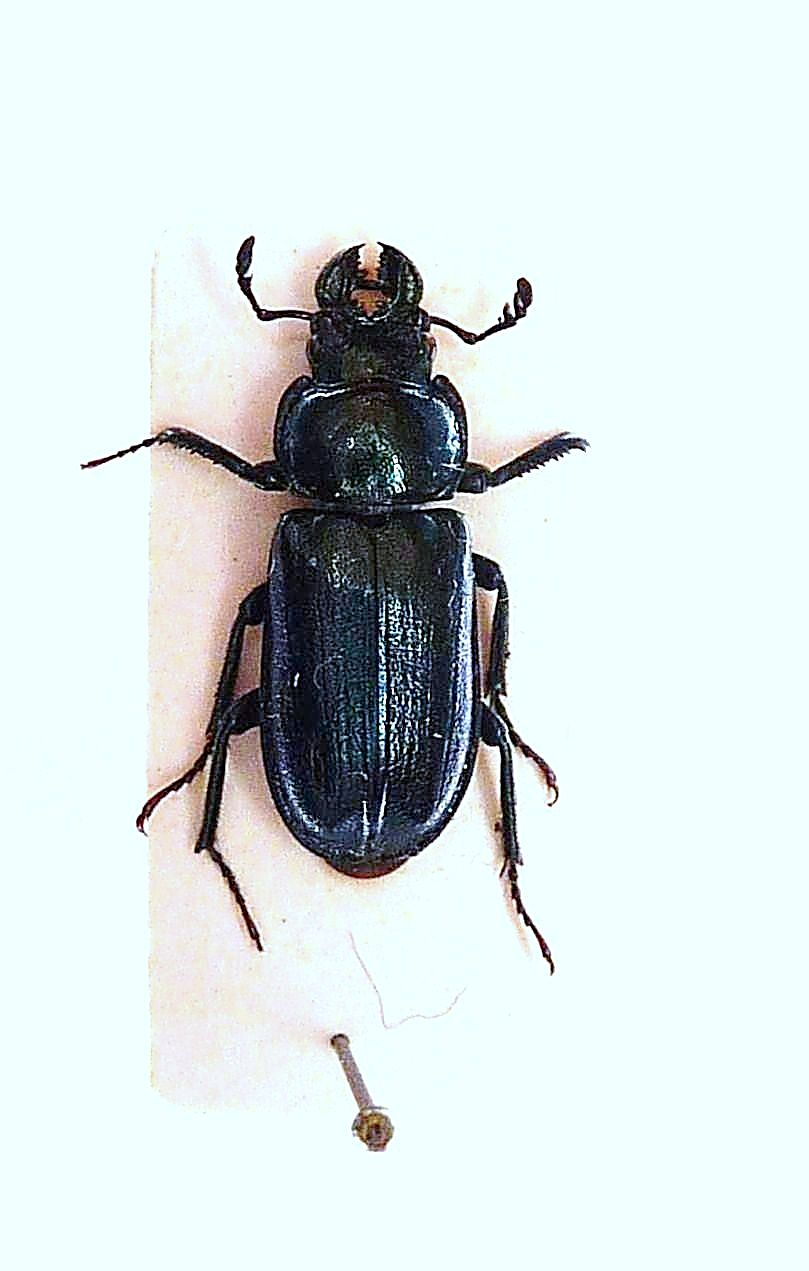
Platycerus caprea

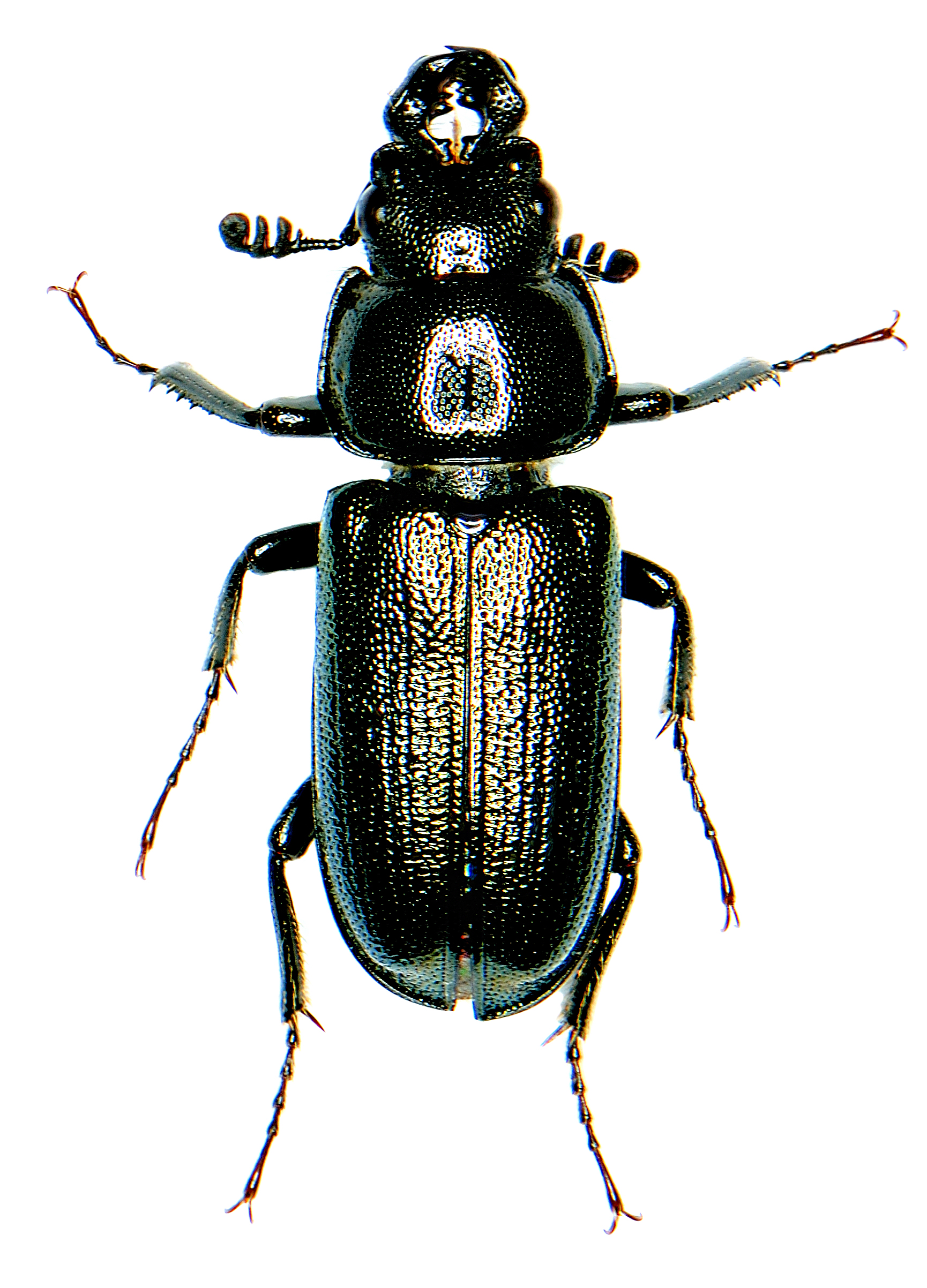
Platycerus virescens

A Platycerus a rovarok (Insecta) osztályának bogarak (Coleoptera) rendjébe, ezen belül a mindenevő bogarak (Polyphaga) alrendjébe és a szarvasbogárfélék (Lucanidae) családjába tartozó nem.

## Rendszerezés
A nembe az alábbi 53 élő faj és 2 fosszilis faj tartozik:
- Platycerus acuticollis Kurosawa, 1969
- Platycerus akitaorum Imura, 2007
- Platycerus albisomni Kubota, Kubota & Otobe, 2008
- Platycerus bashanicus Imura & Tanikado, 1998
- Platycerus benesi Imura & Bartolozzi, 1994
- Platycerus businskyi Imura, 1996
- Platycerus canae Imura, 2010
- nagy fémesszarvasbogár (Platycerus caprea) (De Geer, 1774)
- kis fémesszarvasbogár (Platycerus caraboides) (Linnaeus, 1758) - típusfaj
- Platycerus caucasicus Parry, 1864
- Platycerus consimilis Tanikado & Tabana, 1998
- Platycerus cribripennis Van Dyke, 1928
- Platycerus cupreimicans Imura, 2006
- Platycerus cyanidraconis Imura, 2008
- Platycerus delagrangei Fairmaire, 1892
- Platycerus delicatulus Lewis, 1883
- Platycerus depressus LeConte, 1850
- Platycerus diluvialis Imura, 2012
- Platycerus dundai Imura & Bartolozzi, 1994
- Platycerus feminatus Tanikado & Tabana, 1997
- Platycerus hiurai Tanikado & Tabana, 1997
- Platycerus hongwonpyoi Imura & Choe, 1989
- Platycerus kawadai Fujita & Ichikawa, 1982
- Platycerus kitawakii Imura & Tanikado, 1998
- Platycerus ladyae Imura, 2005
- Platycerus mandibularis Imura, 2009
- Platycerus marginalis Casey, 1897
- Platycerus masumotoi Imura, 2011
- Platycerus miyatakei Tanikado & Tabana, 1998
- Platycerus nagahatai Imura, 2008
- Platycerus oregonensis Westwood, 1844
- Platycerus perplexus
- Platycerus piceus Kirby, 1837 - meglehet, hogy nem érvényes taxon
- Platycerus primigenius Weise, 1960
- Platycerus pseudocaprea Paulus, 1970
- Platycerus rugosus Okuda, 1997
- Platycerus senguni
- †Platycerus sepultus
- Platycerus spinifer Schaufuss, 1862
- Platycerus sue Imura, 2007
- Platycerus sugitai Okuda & Fujita, 1987
- Platycerus tabanai Okuda & Tanikado, 1994
- Platycerus takakuwai Fujita, 1987
- Platycerus tangi Imura, 2008
- Platycerus tieguanzi Imura, 2007
- Platycerus turnai Imura, 2001
- Platycerus urushiyamai Imura, 2007
- Platycerus vicinus Gusakov, 2003
- Platycerus virescens (Fabricius, 1775)
- Platycerus viridicuprus Kubota, Kubota & Otobe, 2008
- †Platycerus zherichini Nikolajev, 1990 - oligocén; Oroszország
- Platycerus xiongmao Imura, 2008
- Platycerus yangi Huang, Chen & Imura, 2010
- Platycerus yeren Imura, 2008
- Platycerus yingqii Huang & Chen, 2009